# Bonn International 2024
Die Bonn International 2024 fanden vom 29. Mai bis zum 1. Juni 2024 in Bonn statt. Es war die vierte Austragung dieser internationalen Meisterschaften von Deutschland im Badminton.

## Sieger und Platzierte
| Disziplin    | Gold                                  | Silber                      | Bronze                            |
| ------------ | ------------------------------------- | --------------------------- | --------------------------------- |
| Herreneinzel | Cheng Kai                             | Gustav Bjorkler             | Lim Ming Hong                     |
| Herreneinzel | Cheng Kai                             | Gustav Bjorkler             | Tan Jia Jie                       |
| Dameneinzel  | Tanvi Sharma                          | Wang Pei-yu                 | Peng Yu-wei                       |
| Dameneinzel  | Tanvi Sharma                          | Wang Pei-yu                 | Siti Zulaikha                     |
| Herrendoppel | Cheng Kai Su Wei-Cheng                | Noah Haase Dyon van Wijlick | Goh Shao Tang Tan Ming Kang       |
| Herrendoppel | Cheng Kai Su Wei-Cheng                | Noah Haase Dyon van Wijlick | Prakash Raj S. Gouse Shaik        |
| Damendoppel  | Yasemen Bektaş Zehra Erdem            | Hsieh Yi-en Ko Ruo-hsuan    | Fiona Hallberg Miranda Johansson  |
| Damendoppel  | Yasemen Bektaş Zehra Erdem            | Hsieh Yi-en Ko Ruo-hsuan    | Srinidhi Narayanan Radhika Sharma |
| Mixed        | Alden Lefilson Putra Mainaky Fitriani | Emre Sönmez Yasemen Bektaş  | Jasper Koppen Alida Chen          |
| Mixed        | Alden Lefilson Putra Mainaky Fitriani | Emre Sönmez Yasemen Bektaş  | Oscar Reuterhall Fiona Hallberg   |